# オストラント国家弁務官区

オストラント国家弁務官区
Reichskommissariat Ostland (ドイツ語)

国歌: Die Fahne hoch（ドイツ語）
旗を高く掲げよ

オストラント国家弁務官区の位置（1942年）

オストラント国家弁務官区（オストラントこっかべんむかんく、ドイツ語: Reichskommissariat Ostland）は、第二次世界大戦中、ナチス・ドイツにより現在のベラルーシ、バルト三国のエストニア、ラトビア、リトアニアに設立された国家弁務官区である。東部占領地域省、国家弁務官が支配した。

## 歴史
1941年6月22日、ドイツはソビエト連邦に対しバルバロッサ作戦を開始。ドイツ軍が赤軍を圧倒し広大な土地を占領した。
同年7月17日、オストラント国家弁務官区が設置され、ヒンリヒ・ローゼが国家弁務官に任命された。
1943年から国家弁務官区は徐々に赤軍に奪還されていった。1944年7月にはベラルーシ全土を解放し、バルト三国も大半を奪還した。
1944年9月8日にはウクライナ国家弁務官区の国家弁務官を務めていたエーリヒ・コッホがオストラントの国家弁務官を引き継いだ。
1944年11月10日、オストラント国家弁務官区は正式に解体された。
1945年にはクールラント・ポケットを残すのみとなり、クールラント半島に取り残されたまま終戦を迎えた。

## 名称
東部占領地域大臣アルフレート・ローゼンベルクは1941年当時この土地を「バルテン・ランド」（バルト地方）と呼ぶことを構想していたが、側近のオットー・ブロイティガムは「白ルテニア人もバルト人と見なされるだろう」と反対。別の側近であるゲオルク・ライプブラントも反対したためドイツ語で「東の土地」という意味の「オストラント」という名前に構想を変更した。

## 地名・行政区分

### 地名
一部の地名はロシア語からドイツ語化が行われた。(タリン→レヴァル、カウナス→カウエンなど)
エストニアはペイプスラント、ラトビアはデュナランドという名前に変更する案もあった。

### 行政区分
エストニア、ラトビア、リトアニア、白ロシア(白ルテニア)の4つの地区があった。

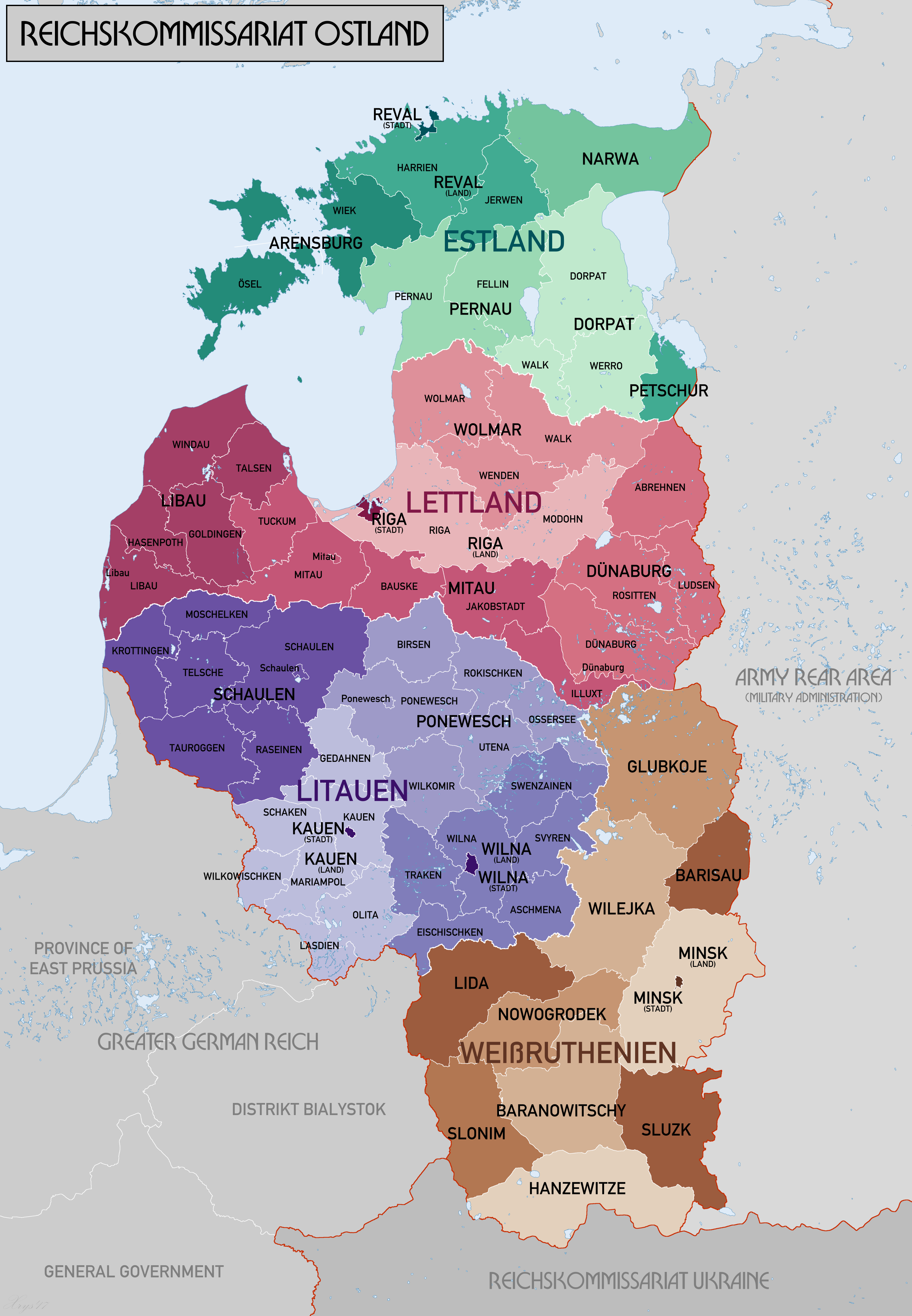
行政区分を表した地図。

首都はリガに置かれた。
| 右の地図の色 | 地区名     | ソ連時代の共和国 | 所在地             |
| ------------ | ---------- | ---------------- | ------------------ |
| 緑           | エストニア | エストニアSSR    | レヴァル(タリン)   |
| 桃           | ラトビア   | ラトビアSSR      | リガ               |
| 青           | リトアニア | リトアニアSSR    | カウエン(カウナス) |
| 茶           | 白ロシア   | 白ロシアSSR      | ミンスク           |

## 迫害と搾取

### ユダヤ人・スラブ人の迫害
ドイツは東方生存圏確保のために多数のスラブ人が住んでいたソ連に侵攻、占領地のスラブ人を追放しドイツ人を植民させ、占領地のゲルマン化を目論んでいた。特にエストニア人、ラトビア人、リトアニア人は「最も容易にゲルマン化できる」とした。
ドイツ占領前、この土地には48万人のユダヤ人が住んでいたが、ドイツが占領すると苛烈なユダヤ人迫害でほとんどのユダヤ人が殺害されたり国外追放で命を落とした。

## 人物
- 国家弁務官（Reichskommissar）
  - ヒンリヒ・ローゼ、1944年12月まで
  - エーリヒ・コッホ、1944年12月以後

- 行政委員（Generalkommissar）
  - エストニア行政委員（Generalkommissar für Estland）
    - カール＝ジークムント・リッツマン（ドイツ語版）

  - ラトビア行政委員（Generalkommissar für Lettland ）
    - オットー＝ハインリヒ・ドレヒスラー（ドイツ語版）

  - リトアニア行政委員（Generalkommissar für Litauen）
    - テオドール・アドリアン・フォン・レンテルン（ドイツ語版）

  - 白ロシア行政委員（Generalkommissar für Weißruthenien）
    - ヴィルヘルム・クーベ、1943年まで。
    - クルト・フォン・ゴットベルク、1943年以降。